# 漢斯·馮·曼戈爾特 (數學家)

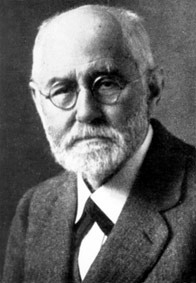

漢斯·卡爾·弗里德里希·馮·曼戈爾特（Hans Carl Friedrich von Mangoldt，1854年5月18日—1925年10月27日），德國數學家。
出生於圖林根威瑪，1878年在柏林洪堡大學完成哲學博士，其導師為恩尼斯特·庫默爾及卡爾·魏爾施特拉斯。他嚴格證明了波恩哈德·黎曼的論文On the Number of Primes Less Than a Given Magnitude的其中兩個命題，幫助了素数定理的證明。黎曼只給出那兩個命題的部分證明。

## 參看
- 馮·曼戈爾特函數